# Tepuívitstjärt
Tepuívitstjärt (Myioborus castaneocapilla) är en fågel i familjen skogssångare inom ordningen tättingar.

## Utbredning och systematik
Tepuívitstjärt delas in i tre underarter:
- M. c. duidae – förekommer i tepuís i sydöstra Venezuela (bergen Duida, Paru, Huachamacari)
- M. c. castaneocapilla – förekommer i tepuís i östra Venezuela, västra Guyana och nordligaste Brasilien
- M. c. maguirei – förekommer i tepuís i sydöstra Venezuela (Cerro de la Neblina)

## Status och hot
Arten har ett stort utbredningsområde, men tros minska i antal, dock inte tillräckligt kraftigt för att den ska betraktas som hotad. Internationella naturvårdsunionen IUCN listar arten som livskraftig (LC).